# آوازخوان اسپانیایی
آوازخوان اسپانیایی (به فرانسوی: Le Chanteur espagnol) نام یک نقاشی رنگ روغن است که توسط ادوار مانه نقاش امپرسیونیست فرانسوی در سال ۱۸۶۰ کشیده شده است؛ و از سال ۱۹۴۹ در موزه متروپولیتن نیویورک نگهداری می‌شود.